# Parastenocaris numidiensis
Parastenocaris numidiensis is een eenoogkreeftjessoort uit de familie van de Parastenocarididae. De wetenschappelijke naam van de soort is voor het eerst geldig gepubliceerd in 1987 door Rouch.